# Верх-Исетский бульвар
Верх-Исетский бульвар (в документах встречается также название ВИЗ-бульвар) — магистральная улица в Екатеринбурге. Идёт от площади Коммунаров до перекрёстка улиц Мельникова, Кирова, Долорес Ибаррури и Крылова, дома № 5-25 и 18, 20 в Верх-Исетском административном районе Екатеринбурга (жилой микрорайон ВИЗ). Общая протяжённость бульвара — около 600 м.

## История и архитектура

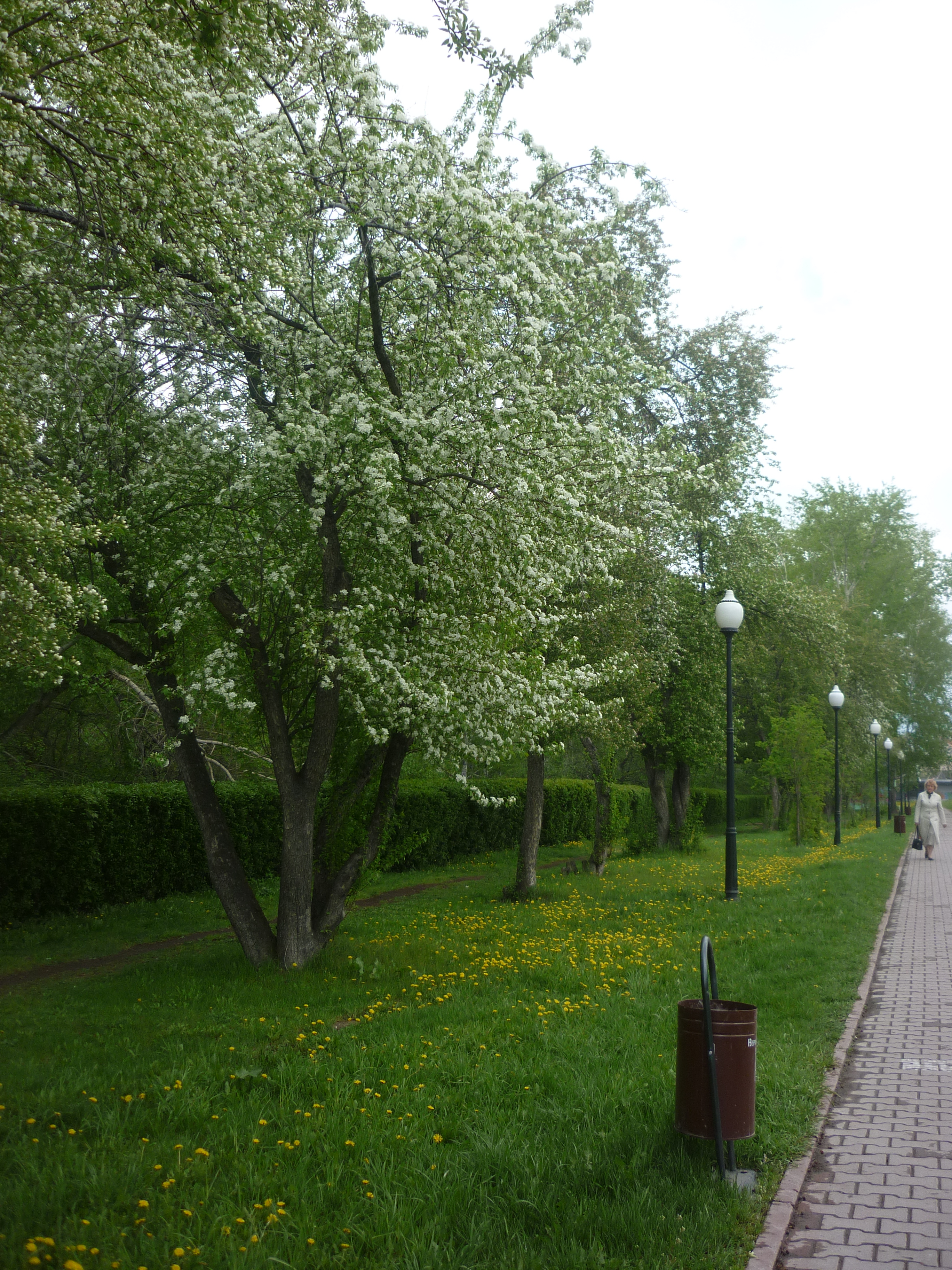
Бульвар весной 2011 года

Бульвар был создан в 1819 на дороге, соединявшей с начала XVIII века город Екатеринбург и Верх-Исетский завод (ВИЗ).
26 сентября 1824 бульвар посетил русский император Александр I, в ходе визита на завод. Сопровождавший его лейб-хирург Д. К. Тарасов написал: «26 сентября, после обеда, император осматривал находящийся подле самого Екатеринбурга Верх-Исетский корнета Яковлева завод, который красотою своего устройства, местоположения и великолепными строениями как бы составлял лучший квартал Екатеринбурга, с которым он соединялся прекрасно устроенным бульваром».
В 20-е годы XIX века архитектор М. П. Малахов построил Госпиталь Верх-Исетского завода, в нём вёл приём почётный гражданин города, врач Александр Андреевич Миславский. С 1886 года к северу от бульвара построен ипподром (в 1950-е снесён). 27 июня (по старому стилю) 1911 года первый полёт над городом на аппарате «Блерио» совершил лётчик Васильев. В 1930 по бульвару проложена трамвайная линия на ВИЗ. В 1930-е годы построены Гарнизонный госпиталь (д. № 5) и Онкологическая больница (д. № 3, снесена в 1999 году). После войны были построены корпуса завода ЭМА (ныне — мебельный центр ЭМА). В 1950-55 годах — комплекс жилых домов № 18 и 20. В 1958 году сдан «полнометражный» жилой дом № 25 (с почтой, в 1963 году к нему сделан пристрой в «хрущевском» стиле).
В 2002-03 годах Комитет по багоустройству Администрации Екатеринбурга провёл масштабную реконструкцию бульвара. Сотни огромных раскидистых тополей и клёнов, под предлогом их старения, были полностью уничтожены, взамен частично были высажены мелколистные липы, частично на местах, где ранее находились деревья и кустарники, устроены широкие заасфальтированные «карманы» для стоянок автомобилей, перед жилым домом № 18 новые деревья высажены не были.
К Верх-Исетскому бульвару примыкает Парк им. XXII Партсъезда. Весной 2015 началась реконструкция части бульвара в рамках подготовки к чемпионату мира по футболу 2018, часть деревьев Парка им. XXII Партсъезда вырублены (включая Аллею берёз, высаженных ветеранами Великой Отечественной войны к 30-летию Победы), появился односторонний проезд по переулку Пестеревскому с ул. Московской за Дворцом молодёжи. Участок ВИЗ-бульвара от переулка Пестеревского до Дворца молодежи был закрыт — на его место построили скейт парк. С 2020 в парке начата новая реконструкция, сопровождавшаяся протестами жителей района.

## Достопримечательности

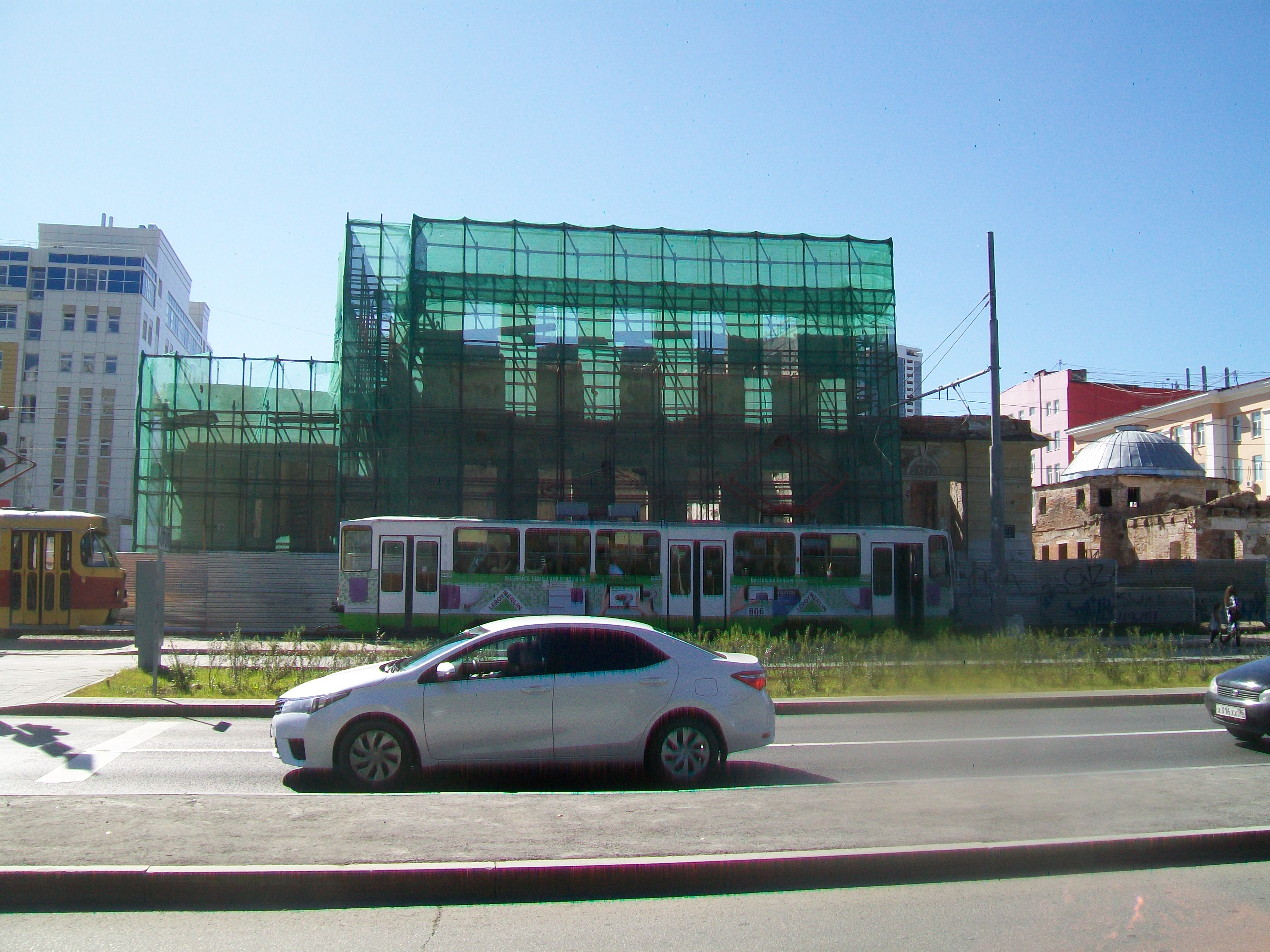
Госпиталь Верх-Исетского завода на реконструкции. Сентябрь 2017 года

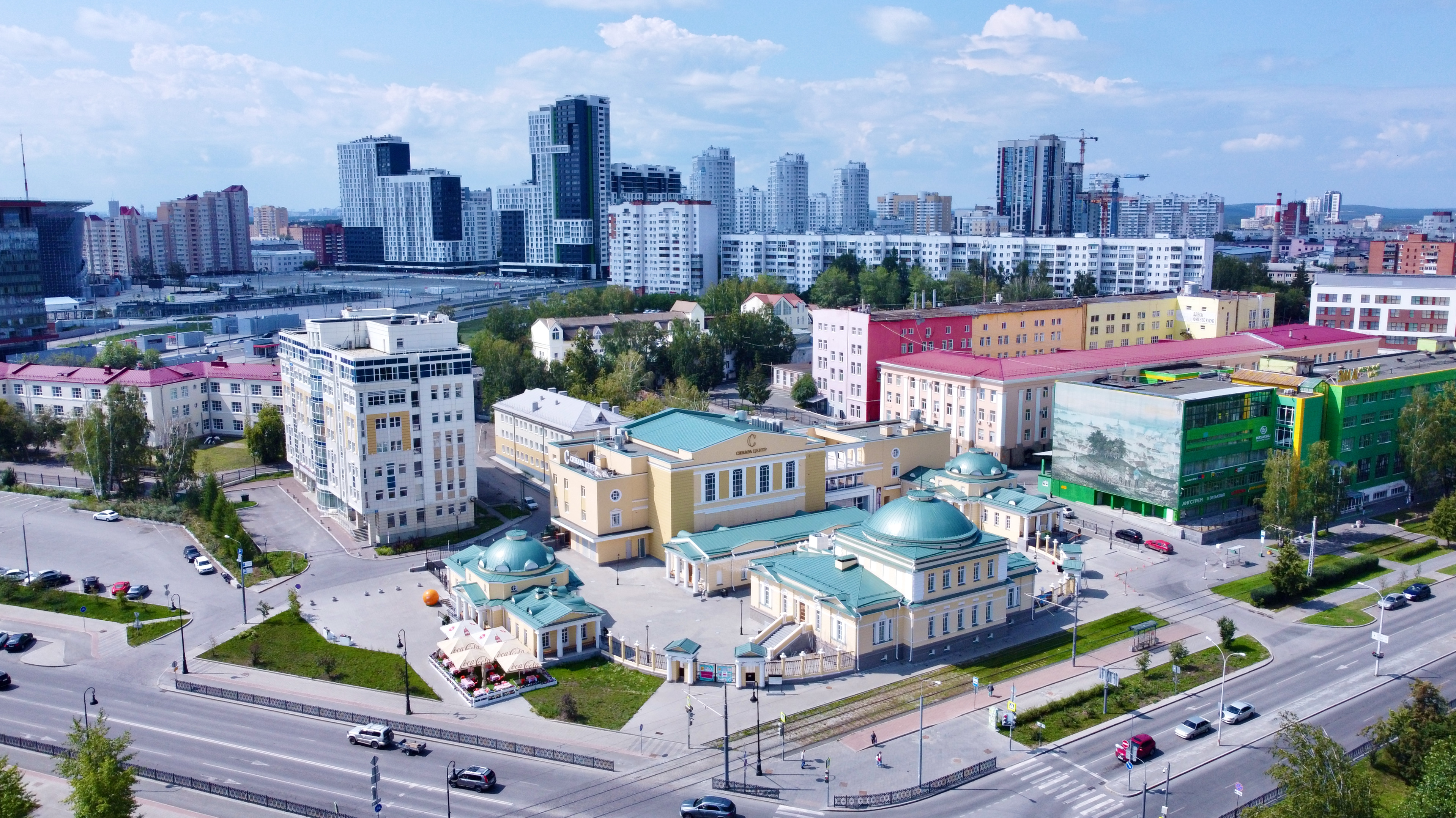
Реконструированный госпиталь Верх-Исетского завода — культурно-выставочный комплекс «Синара Центр»

- Дом № 15 — Госпиталь Верх-Исетского завода, построен в 1824—1826 годах по проекту архитектора М. П. Малахова в стиле классицизм. Один из первых в Екатеринбурге начала XIX века заводских больничных ансамблей, построенных в стиле классицизма. В основе планировки ансамбля госпиталя лежала традиционная трёхчастная композиция, центральное положение в которой занимало здание больницы. По обе стороны от неё на равном расстоянии были симметрично поставлены два одинаковых корпуса амбулатории и дома для врачей. Больница была поставлена по красной линии Верх-Исетского бульвара в средней части северной границы госпиталя. Это одноэтажное кирпичное здание с мезонином имеет в основе объёмной композиции параллелепипед, усложнённый с восточной стороны небольшой пристройкой. Дом для врачей и амбулатория значительно отстоят от красной линии бульвара и обращены к нему торцами. Протяжёнными фасадами эти одноэтажные кирпичные здания с бельведерами вытянуты вдоль восточной и западной границ комплекса. Восточный фасад дома для врачей обращён в парк, а западный амбулатории — к заводским корпусам. В основе их композиционного решения комплекса лежал принцип симметрии. В здании больницы центр северного фасада, а в боковых корпусах — восточного и западного, выделены ризалитами. Все ризалиты и выступы на боковых фасадах проработаны горизонтальными тягами. Постройки комплекса связаны в единое целое и характером декоративных деталей: фронтонов, профилированных поясков, карнизов. Здания имеют четкую планировку: анфиладную в боковых корпусах и центрально-осевую — в главном с прямоугольными помещениями хороших пропорций[13]. В 2019 году Госпиталь был реконструирован и в сентябре 2019 года здесь открылся культурно-выставочный комплекс «Синара Центр»[14]. В нём в разместилась и Галерея Синара Арт (ранее Екатеринбургская галерея современного искусства). Госпиталь является объектом культурного наследия Свердловской области[15].
- Дома № 18 и № 20 — Комплекс жилых домов в стиле неоклассицизм, с элементами барокко, архитектор М. В. Рейшер. Состоит из двух 4-5-этажных жилых домов, двух капитальных гаражей, ворот и элементов благоустройства, выдержанных в едином стиле. Угловая часть дома № 18 выделена эркером, декорированным лопатками, гирляндами, наличниками, увенчанным балюстрадой, угловая часть дома № 20 закруглена, усилена прямоугольными консольными балконами, наверху — выступающим аттиковым этажом, увенчанным вазой в нише крупного фронтона. Уличные фасады имеют ниши с колоннами дорического ордера. Является объектом культурного наследия Свердловской области[15]. Дом № 20 с гастрономом в первом этаже, сдан в 1953 году[5], в подъездах широкие лестничные площадки, просторные полнометражные квартиры с высотой потолков 3,10-3,20 м. Дом № 18 сдан в 1955 году, в первом этаже — нежилые помещения, высота потолков в квартирах также 3,2 м. В первом подъезде с видом на парк — большие 3-комнатные квартиры площадью 70—87 м²[5]. Второй подъезд — угловой, с оригинальными эркерами в 3-комнатных квартирах площадью 93 м². Подъезд в части дома с видом на бульвар — коридорной системы, с небольшими комнатами-пеналами в 15—23 м²[5] и секциями из 1-2 комнат, с длинными общими коридорами.
- Дом № 23 — Средняя школа № 1 Екатеринбурга, основана в 1913 году[16]. Снесена в июне 2017 года[17], на её месте построено в 2019 новое здание школы[18]

## Транспорт
Бульвар является важной автомагистралью Екатеринбурга, связывающей центр города с районом ВИЗа. По нему проходят маршруты екатеринбургского трамвая № 3, 6, 10, 13, 21, 23, 27 и автобуса № 014.